# Yo canto
Albums de Julio Iglesias
Gwendolyne (es)
(1970)
Singles
1. La vida sigue igual
Sortie : 1968
2. El viejo Pablo
Sortie : 1968
3. No llores mi amor
Sortie : 1969
4. Yo canto
Sortie : 1969
5. Bla, bla, bla
Sortie : 1970
6. Chiquilla
Sortie : 1970

Yo canto est le premier album studio du chanteur espagnol Julio Iglesias, sorti en 1969 sur le label Columbia.

## Contexte
Le 17 juillet 1968, Julio Iglesias remporte le festival de la chanson de Benidorm (es) avec la chanson La vida sigue igual, qui devient par la suite son premier grand succès commercial en Espagne.
En février 1969, Julio Iglesias participe au festival du Cerf d'or de Brașov en Roumanie. Au cours de cette année, le chanteur effectue sa première tournée, participe au festival de Viña del Mar au Chili et joue dans le film biographique La vida sigue igual, qui porte le même titre que celui de son premier succès. La même année, il décide de sortir son premier album intitulé Yo canto, qu'il enregistre aux studios Decca à Londres avec l'aide de José Nieto et d'Ivor Raymonde,. L'album a atteint la troisième place des ventes en Espagne.

## Liste des titres
Toutes les chansons sont écrites et composées par Julio Iglesias, sauf indication contraire.
| 1. | La vida sigue igual | 3:35 |
| 2. | Tenía una guitarra  | 3:10 |
| 3. | Bla, bla, bla       | 3:40 |
| 4. | El viejo Pablo      | 3:00 |
| 5. | Hace unos años      | 3:55 |
| 6. | No llores, mi amor  | 2:54 |

| 1. | Yo canto                          |                            | 3:20 |
| 2. | Alguien que pasó                  | Julio Iglesias, Juan Pardo | 4:10 |
| 3. | Mis recuerdos                     |                            | 2:45 |
| 4. | En un barrio que hay en la ciudad |                            | 2:40 |
| 5. | Lágrimas tiene el camino          |                            | 2:26 |
| 6. | Chiquilla                         |                            | 4:30 |

## Crédits
- Julio Iglesias – chant
- José « Pepe » Nieto – arrangements (A1, A4, A6, B2, B3 à B5)
- Ivor Raymonde – arrangements (A2, A3, A5, B1, B2, B6), direction d'orchestre

Adaptés des notes d'accompagnement de Yo canto.

## Classements
| Classement (1969–70) | Meilleure position |
| -------------------- | ------------------ |
| Espagne (AFE)        | 3                  |